# Texttechnologie
Texttechnologie ist ein interdisziplinäres Forschungsgebiet zu Texten als semistrukturierten Daten unter Gesichtspunkten der Computerlinguistik, Informatik und der Philologie.
Die Texttechnologie behandelt Repräsentationsformen digitaler Texte und schriftlicher Daten, angefangen von klassischer Textverarbeitung über Hypertext- und World-Wide-Web-Techniken, wie HTML und XML bis hin zu formaler Wissensrepräsentation in Ontologien.

## Gegenstände der Texttechnologie
Die Texttechnologie beschäftigt sich mit einer ganzen Reihe von textnahen Techniken. Im Folgenden sollen die Wichtigsten kurz genannt werden.
- Auszeichnungssprachen
- Textkorpora
- Hypertext-Theorie und -Technologien
- Data-Mining
- Ontologien

## Texttechnologie als Studiengang
Texttechnologie wird international und deutschlandweit an mehreren Hochschulen als Studiengang angeboten, etwa an der Universität Bielefeld und der Justus-Liebig-Universität Gießen.
Mögliche Tätigkeitsfelder sind der Bereich der technischen Dokumentation, Tätigkeit in Verlagen und Publikation von Print- und Online-Medien.